# Albert Tittel
Albert Tittel (23 april 1897 – Backnang, 11 oktober 1963) was een Duits componist en dirigent.

## Biografie
Tittel studeerde aan de Hochschule für Musik Würzburg in Würzburg, Beieren, onder andere bij Simon Breu. Aansluitend begon hij met de studie Musikmeister, maar die werd door het begin van de Eerste Wereldoorlog onderbroken. Na de oorlog dirigeerde hij de harmonieorkesten in Reutlingen en Freudenstadt. Verder zette hij zijn studies bij Felix Oberborbeck aan de Hochschule für Musik „Franz Liszt“ Weimar in Weimar voort. In Dresden werd hij dirigent van het Stabsmusikkorps des Reichsarbeitsdienstes. Na de Tweede Wereldoorlog werd hij dirigent van verschillende harmonieorkesten, onder andere van de Stadtkapelle Backnang, de Musikverein Unterweissach (1951-1961) en van de Musikverein Rietenau e.V..
Als componist schreef hij werken voor harmonieorkest.

### Werken voor harmonieorkest
- Blinkende Spaten, mars
- Miniatur ouverture
- Schwäbische Tänze
- Singspiel-Ouverture